# Charles Menneret
 (novembre 2023).
Charles Louis Menneret, né le 22 janvier 1876 à Paris et mort le 6 février 1954 à Hermeray (Seine-et-Oise), est un peintre paysagiste et sculpteur français.

## Biographie
Charles Menneret est né le 22 janvier 1876 à Paris, fils de Louis Menneret, inspecteur de l’Assistance publique, et de Clotilde Jardel. Il se marie en 1901 avec Marguerite Vincent avec laquelle il aura une fille, Yvonne Menneret.
Charles Menneret est un peintre paysagiste, membre de l'Académie Julian, ancien élève de Antoine Guillemet et de Georges Jules Moteley. Il commence sa carrière à Paris ou il possède un atelier au 17 avenue de Trudaine face à la basilique du Sacré-Cœur de Montmartre. Il expose dans différentes galeries été expositions. À l’âge de 34 ans, il est retenu par la Société des artistes français pour exposer ses toiles au Grand Palais lors du salon de 1910,,.

## Œuvre
Charles Menneret peint à l’huile sur toile et huile sur bois. il utilise une palette indéfiniment simple qui ne comporte que des couleurs tendres et claires. Les œuvres de Charles Menneret donnent une impression de solitude, brumes ensoleillées, délicats effets d’atmosphères, infinies subtilités dans les demi-teintes. Charles Menneret excelle dans l’art de ce que l’on pourrait appeler la « mise en page » : il sait faire régner un harmonieux équilibre dans ses peintures, équilibre qui en fait la distinction et le charme.
Une large partie de son œuvre est consacrée à la Bretagne, région de cœur qu’il affectionne particulièrement, où il réside plusieurs mois de l’année à Loquivy. Son lieu de prédilection dans son œuvre : la bande de terre qui s’étend de la pointe de l’Arcouest jusqu’à Paimpol, face à l’île de Bréhat.
J.-H. Rosny jeune – Président de l’Académie Goncourt écrit à propos de Charles Menneret « […] jetez les yeux sur l’œuvre de Charles Menneret, vous y retrouverez cette heureuse influence d’une terre pleine de petits miracles. Chaque toile est un monde […] »
Le dernier volet de son œuvre est consacré à la peinture de paysages de plans d’eau utilisant une subtile palette de couleurs douces. Il pose son chevalet au bord des nombreux étangs de la forêt de Rambouillet à proximité de Hermeray où il réside jusqu’à sa mort en 1954. Charles Menneret repose dans le cimetière de Hermeray.  
Charles Menneret est nommé chevalier de la Légion d’honneur le 14 janvier 1932 pour son œuvre artistique sur proposition du Ministre de l’Industrie et des Beaux-Arts.
L’œuvre de Charles Menneret a été mise en lumière lors des Nuits Européennes des Musées organisées par le ministère de la Culture en 2016 avec la présentation de son tableau La Péniche sur Seine

## Œuvres dans les collections publiques[8]
27 œuvres sont référencées dans les collections publiques dont:
- Paris – Chambre des députés : Reflets
- Paris – Centre national des arts plastiques : Confluent de l’Aube et de la Seine
- Paris – Centre national des arts plastiques : Décembre, Vallée de la Seine
- Paris – Ministère des Finances, de l’économie et de l’industrie : Paysage à Marcilly
- Mairie de Charolles : Une péniche en Seine
- Préfecture de la Haute-Marne : Vue sur le port de Loguivy
- Préfecture des Bouches du Rhône : Neige
- Saint-Brieuc - Musée d’Art et d’Histoire : Étude de pins
- Rennes – Musée des Beaux Arts : vue de Cesson-Sévigné
- Troyes -  Musée des Beaux-Arts: Pins sur la lande de Loguivy-de-la-Mer
- Troyes - Musée des Beaux-Arts: Maisons de pêcheur à Loguivy
- Troyes - Musée des Beaux-Arts: Entrée de Trieux Loguivy-de-la-Mer